# ادوارد رندل
ادوارد رندل (به انگلیسی: Edward Randell) (زاده ۲ جولای، ۱۹۸۸) موسیقی‌دان و بازیگر انگلیسی است که به خاطر بازی در فیلم هری پاتر شناخته می‌شود.
او در دالویچ، یک منطقه در جنوب لندن زاده شد و در دانشگاه لندن سیتی تحصیل کرده است.
اولین حضور او در سینما بازی در نقش جاستین فینچ فلچلی در فیلم هری پاتر و تالار اسرار بوده است.